# Claudia Curiel de Icaza
Claudia Stella Curiel de Icaza (Ciudad de México, 16 de agosto de 1979) es una historiadora, gestora cultural y funcionaria mexicana. Es la secretaria de Cultura de México desde el 1 de octubre de 2024 durante el gobierno de la presidenta Claudia Sheinbaum.

## Biografía

### Formación académica
Tras realizar estudios en la Facultad de Filosofía y Letras de la Universidad Nacional Autónoma de México (UNAM), obtuvo la licenciatura en historia. Cursó la especialidad en educación artística en un programa internacional impartido por la Universidad McGill, la Universidad de Nueva York y la Universidad Harvard.

### Trayectoria profesional
Entre sus actividades de gestión cultural están la organización de festivales de música, cine y artes, por lo que trabajó en eventos como el Festival Internacional de Cine Contemporáneo (FICCO), el Festival de México en el Centro Histórico, Festival Internacional de Cine UNAM, entre otros. En 2013 fundó y dirigió el Festival Bestia, mismo que presentó en distintas ediciones actos de géneros como el jazz, el free jazz y el rock, entre otros y que llegó a tener al músico John Zorn como curador.
Fue subdirectora de la Casa del Lago de la UNAM y subdirectora de programación de la Dirección General de Música de esa misma universidad.
El 1 de febrero de 2022, sustituyó a Vanessa Bohórquez como titular de la Secretaría de Cultura de la Ciudad de México, cargo que desempeñó hasta el 1 de agosto de 2024. El 18 de julio de 2024, fue nombrada por la presidenta electa de México Claudia Sheinbaum como secretaria de Cultura.

## Obras publicadas
- Reflexiones sobre cine mexicano contemporáneo (2012)